# Chung Chil-sung
Chung Chil-sung (1897–1958), también conocida por su seudónimo Geumjuk, fue una bailarina coreana, feminista y activista por la independencia. 

## Biografía
Chung nació en la provincia de Daegu, una de las veintitrés provincias del reino de Joseon. Estaba matriculada en la escuela Kisaeng, también conocida como "Gyobang" cuando tenía siete años, a pesar de que la edad promedio de los participantes en ese momento era de doce o trece años.
Chung se convirtió en activista del Movimiento Primero de marzo, una resistencia pública contra la ocupación japonesa en 1919.
Estudió en Japón en 1922 durante un año cuando tenía 15 años para aprender inglés.
Luego regresó a Daegu para establecer la Organización de Mujeres Josun 조선 여성 동우회, grupo de derechos de la mujer que se consideraba que tenía al socialismo como su principal influencia, participando con otras feministas coreanas como Ju Sea-Juk 주세죽 y Heo Jong-suk.